# Olesia Chumakova
Olesia Chumakova (Rusia, 23 de julio de 1981) es una atleta rusa especializada en la prueba de 1500 m, en la que consiguió ser medallista de bronce europea en pista cubierta en 2007.

## Carrera deportiva
En el Campeonato Europeo de Atletismo en Pista Cubierta de 2007 ganó la medalla de bronce en los 1500 metros, con un tiempo de 4:06.48 segundos, tras la polaca Lidia Chojecka y su paisana rusa Natalya Panteleyeva.